# Tylopilus tabacinus
A Tylopilus tabacinus é uma espécie de fungo boleto da família Boletaceae. É caracterizada por um píleo marrom-alaranjado que pode medir até 17,5 cm de diâmetro e um estipe reticulado de até 16,5 cm de comprimento por 6 cm de espessura. Um aspecto microscópico característico é uma substância cristalina incrustada nas hifas na superfície da píleo. A espécie é conhecida no leste dos Estados Unidos, da Flórida até Rhode Island ao norte e no oeste até o Mississippi, e também no leste do México. É uma espécie micorrízica e se associa a carvalhos e faias.

## Taxonomia
A espécie foi descrita pela primeira vez pelo micologista americano Charles Horton Peck em 1896, sob o nome de Boletus tabacinus. Peck coletou os holótipos em argissolo em uma vala na beira de uma estrada no Alabama. William Alphonso Murrill transferiu a espécie para seu então recém-descrito gênero Ceriomyces em 1909; esse gênero foi posteriormente incluído em Boletus. Rolf Singer transferiu a espécie para Tylopilus em 1944. Embora Singer tenha considerado B. tabacinus como a mesma espécie que B. pisciodorus, essa opinião foi contestada por William Murrill, que, após examinar os holótipos de ambas as espécies, considerou-as distintas. A conclusão de Murrill foi posteriormente corroborada por Alexander H. Smith e Harry D. Thiers na monografia de 1971 sobre boletos. Em 1945, Singer definiu as variedades amarus e dubius que ele coletou na Flórida.

## Descrição
Os píleos têm inicialmente uma forma arredondada, mas depois se tornam amplamente convexos e, por fim, achatados com a idade; atingem dimensões de 4,5 a 17,5 cm de largura. A cor varia do marrom amarelado ao marrom alaranjado ao marrom tabaco. A superfície do píleo é seca com uma textura aveludada, embora em espécimes maiores a superfície seja areolada (dividida em pequenas áreas por fendas). A margem do píleo é uniforme e ondulada.

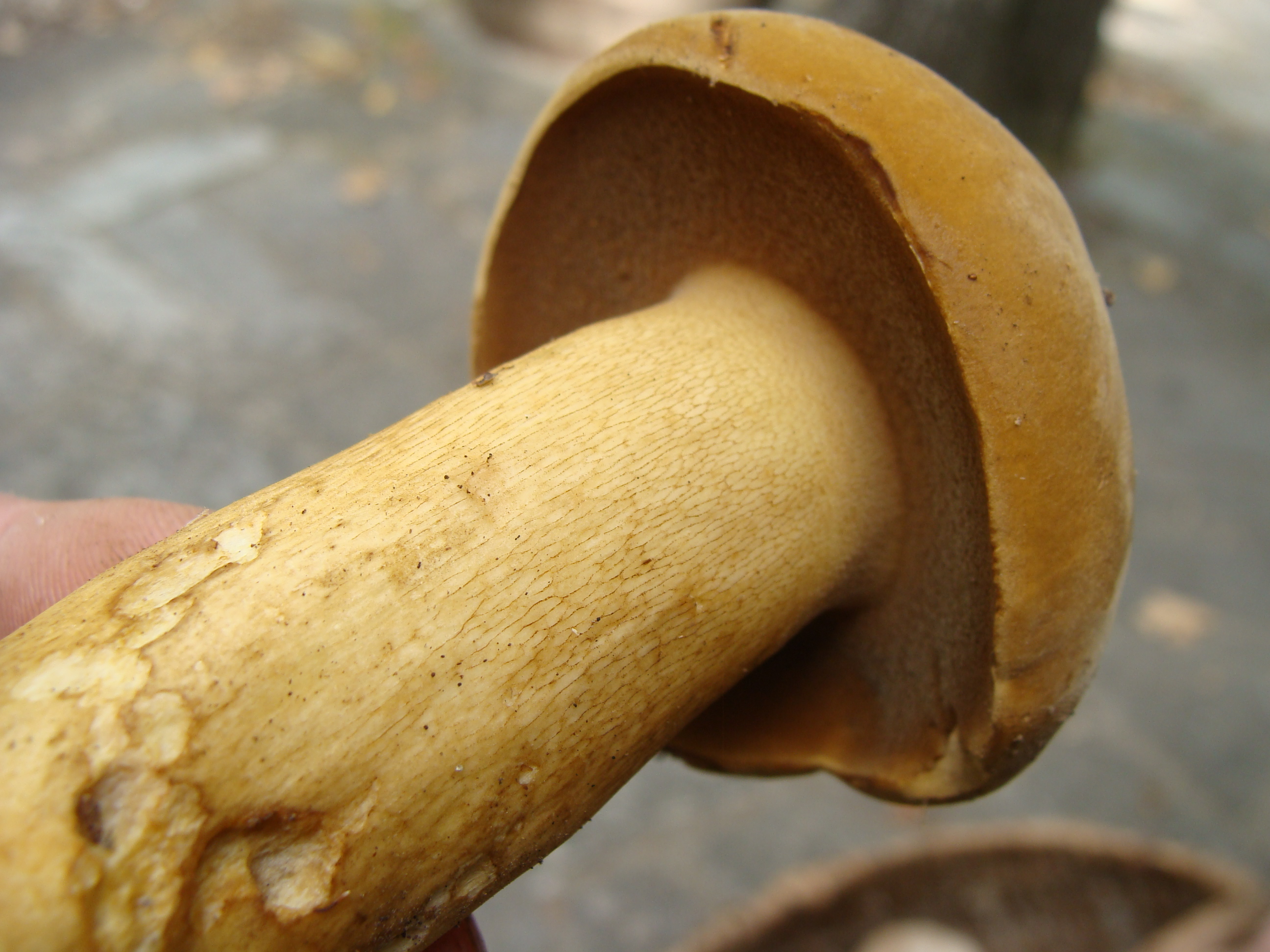
A parte superior do estipe é reticulada.

Os tubos na parte inferior do píleo (que compreende o himênio) são marrom-escuros a marrom-canela e têm até 1,4 cm de comprimento. Os poros angulares a circulares são mais claros do que os tubos e existem cerca de 1 a 2 poros por milímetro. A superfície dos poros é deprimida ao redor do estipe. A carne do píleo é branca e normalmente fica manchada de bege arroxeado ou bege rosado quando cortada. O estipe geralmente mede de 4 a 16,5 cm de comprimento por 2,5 a 6 cm de espessura; quando novo é bulboso, mas quando amadurece se torna mais ou menos igual em largura. Sua cor é mais ou menos a mesma do píleo, embora tenda a ser um pouco mais escura na parte superior, onde é reticulada (coberta por um padrão de cristas semelhante a uma rede). O odor do cogumelo foi descrito de várias formas como "não distinto, frutado, de peixe ou pungente", enquanto o sabor é indistinto a levemente amargo. A comestibilidade do cogumelo é desconhecida. A variedade amarus é semelhante em aparência, mas tem uma carne com sabor mais amargo, enquanto a variedade dubius tem um píleo de cor mais clara e reticulações menos distintas no ápice do estipe.
Os cogumelos produzem uma esporada que variam de marrom rosado a marrom avermelhado. Os esporos medem de 10 a 17 por 3,5 a 4,5 μm e são fusóides (em forma de fuso) a elípticos. Os esporos têm uma superfície lisa e uma depressão hilar (uma área deprimida onde o esporo já esteve preso ao basídio por meio do esterigma). As paredes dos esporos são finas, com até 0,2 μm; elas são amarelo-claro a verde-creme em uma solução de hidróxido de potássio, amarelo-ferrugem pálido no reagente de Melzer e azul em azul de metila; sem coloração, elas parecem hialinas a amarelo-claro. A pileipellis é uma tricoderme entrelaçada - um arranjo celular em que as hifas têm comprimento aproximadamente igual e estão dispostas perpendicularmente à superfície. As células terminais (finais) da tricoderme têm 6,5 a 11,5 μm de diâmetro e largura aproximadamente igual em todo o seu comprimento. Elas são incrustadas com uma substância cristalina, uma característica incomum na família Boletaceae. As hifas dos tubos têm de 5 a 13 μm de diâmetro. As fíbulas estão ausentes nas hifas.
Os basídios (células portadoras de esporos) são em forma de taco e medem 23,5 a 37,0 por 8,5 a 13,0 μm. Os pleurocistidios (cistídios encontrados na superfície interna dos tubos) medem 45,0 a 60,0 por 6,5 a 12,5 μm, são lanceolados (em forma de lança) a estreitamente fusoide-ventricoso (aumentados no meio e um pouco fusiformes). Os queilocistídios (cistídios nas bordas externas dos tubos) estão ausentes. Os caulocistídios (cistídios no estipe) formam as reticulações no estipe; eles geralmente são em forma de taco e medem 21,0 a 40,5 por 6,5 a 10,5 μm.

### Espécies semelhantes
A Boletus pisciodorus é semelhante em forma à Tylopilus tabacinus. Ao contrário da T. tabacinus, no entanto, a B. pisciodorus tem esporos que são hialinos na esporada e marrom-amarelados escuros, em vez de hialinos, quando vistos com um microscópio de luz. Além disso, a B. pisciodorus tem um odor de peixe que é evidente tanto em espécimes frescos quanto secos.

## Distribuição e habitat
A Tylopilus tabacinus forma associações ectomicorrízicas com carvalhos e os cogumelos são normalmente encontrados solitários, dispersos ou em grupos em solo arenoso sob carvalhos ou em bosques mistos de carvalhos e pinheiros de julho a setembro. Nos Estados Unidos, o cogumelo é distribuído da Flórida até Rhode Island ao norte e a oeste até Mississippi. Ele também foi coletado em uma floresta nublada de faia mexicana (Fagus grandifolia var. mexicana) no estado de Hidalgo, México. A ocorrência do cogumelo varia de ocasional a bastante comum. As variedades amarus e dubius são raras, conhecidas apenas de seus locais originais de coleta em Gainesville, Flórida.